# Casa del Torno (Puebla)

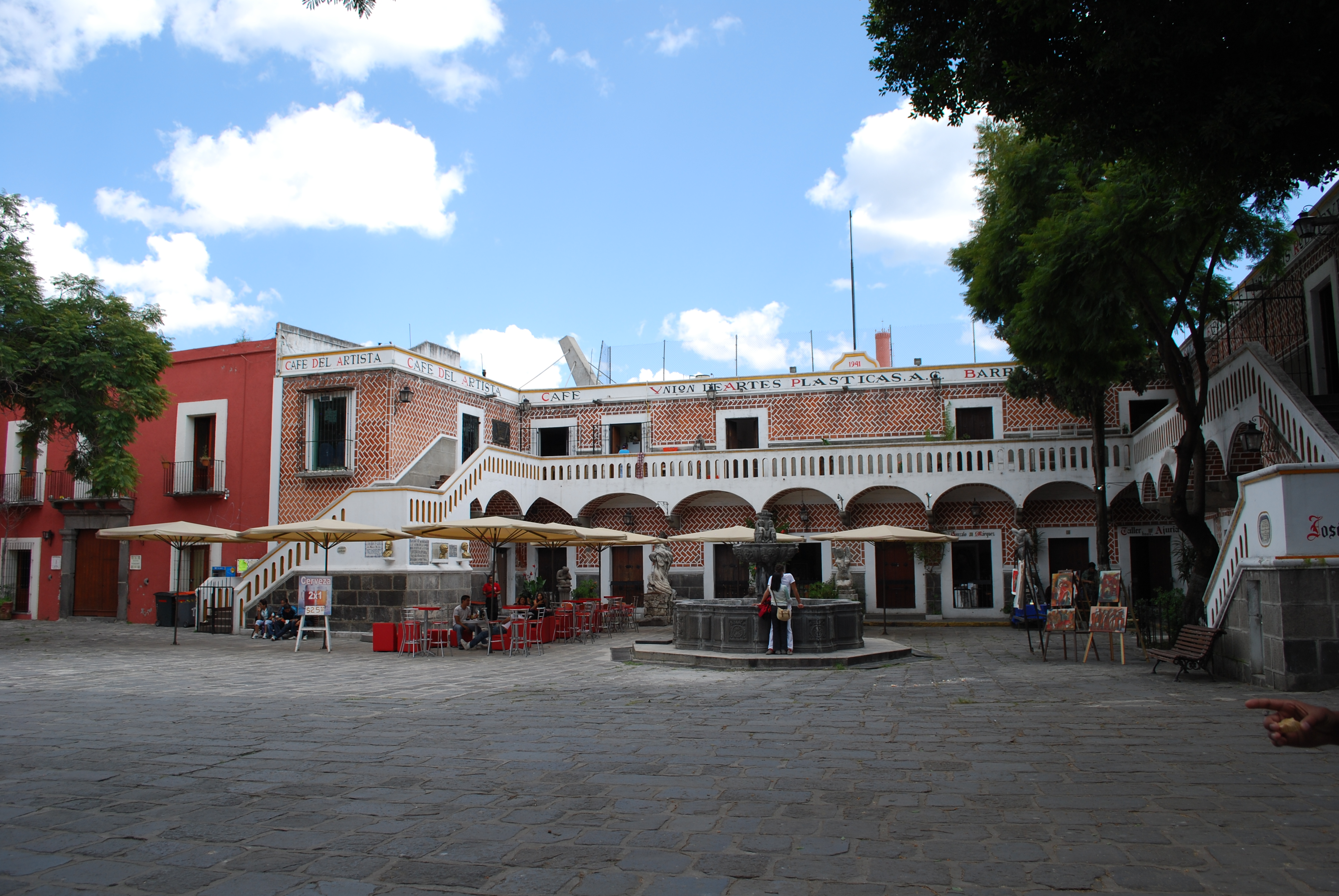
Vista del Barrio del Artista con la Casa del Torno a la izquierda

La Casa del Torno fue un edificio del siglo XVII ubicado en el Barrio del Artista o Plazuela del Torno, en la Ciudad de Puebla. Esta casa, catalogada por el Instituto Nacional de Antropología e Historia en 1977 como parte del patrimonio histórico, fue demolida en 2013, durante la administración de Rafael Moreno Valle Rosas, para construir un edificio que conectaría un teleférico; sin embargo, la obra fue inhabilitada por el INAH debido a la destrucción del edificio histórico.

## Historia del inmueble
La historia de la casa parece escindida a la de la Plazuela del Torno y Plazuela del Factor, antiguo nombre con el que se le conocía al Barrio del Artista. En dichas casas había establecimientos con tornos para hilados, los cuales fueron parte de una industria textil pujante en la Puebla del siglo XVIII.
La construcción de la Casa del Torno ocurrió entre los siglos XVII y XVIII y formaba parte de los mesones de la Plazuela del Torno que hospedaban mercaderes de la capital y Veracruz, quienes llegaban a la ciudad a comerciar sus productos. A mediados del siglo XX el inmueble fue donado a José Márquez Figueroa, uno de los personajes que impulsó la construcción del Barrio del Artista. En dicha casa, Márquez Figueroa instaló su taller.

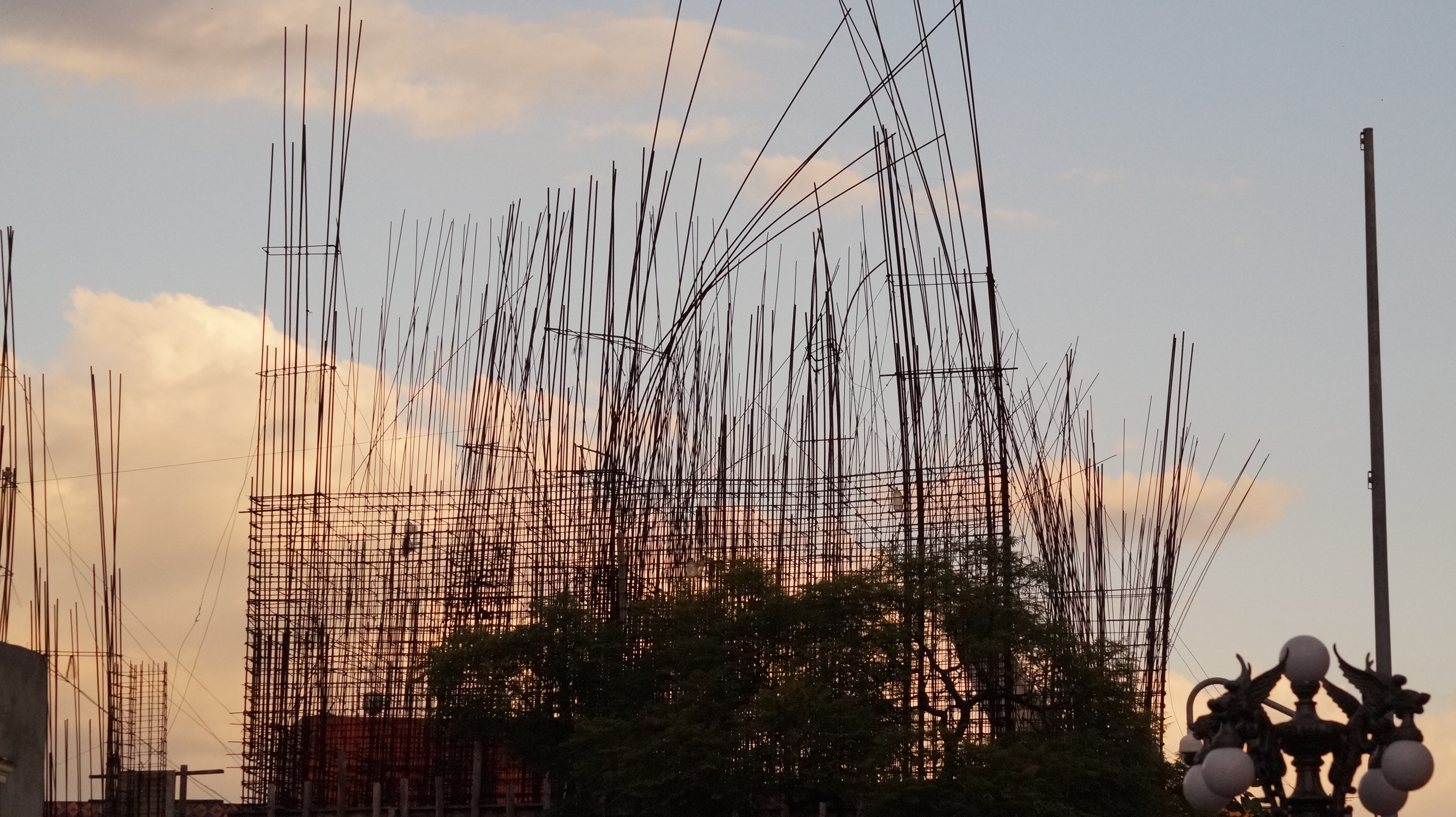
La Casa del Torno fue destruida durante las obras para la construcción de un teleférico en Puebla. Así lucía el inmueble en 2015.

## Destrucción de la casa
A principios de la administración estatal de Rafael Moreno Valle Rosas, hubo cambios importantes en la infraestructura histórica de la ciudad. Uno de los planes del gobierno era construir un teleférico que conectara los Fuertes de Loreto y Guadalupe con el centro de la ciudad. Para llevar a cabo este proyecto, se planeó la demolición de la casa del Torno y colocar ahí una estación del teleférico. A principios de noviembre de 2012 la casa fue demolida, sin embargo, la comunidad académica y artística encabezada por Rosalba Loreto López se manifestó en contra de estas modificaciones al patrimonio, por lo que el INAH clausuró la obra. 

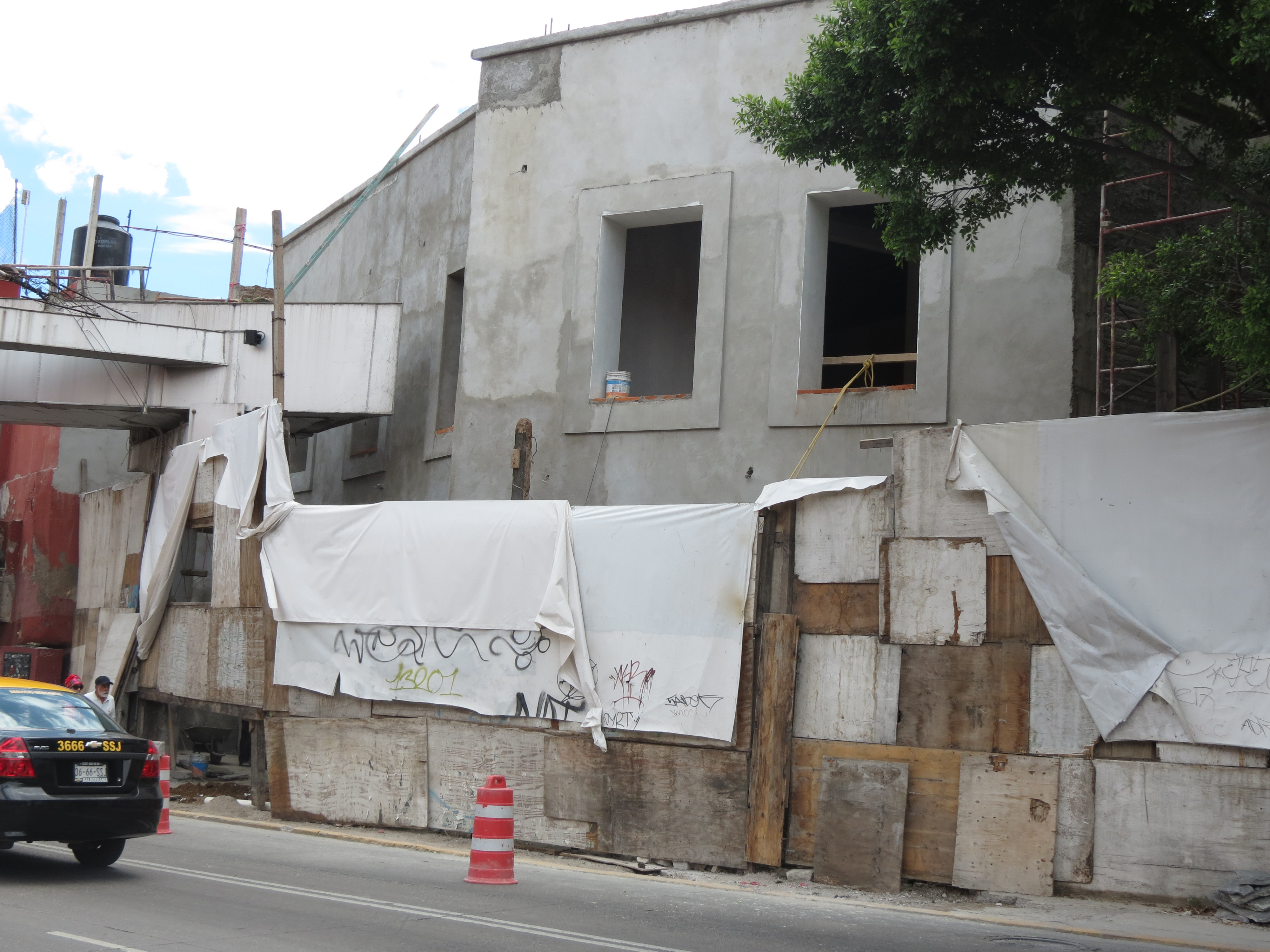
Reconstrucción de la Casa del Torno, en el Barrio del Artista

El gobierno estatal y municipal señaló que la obra ya no poseía valor histórico pues ya había sido intervenida en el pasado (veinte años antes) para colocar un puente peatonal entre la casa y un Centro de Convenciones que se encuentra pasando el bulevar 5 de mayo, una de las principales avenidas de la ciudad. Sin embargo, investigadores del INAH señalaron que el inmueble estaba catalogado como monumento histórico.

## Reconstrucción de la casa
La UNESCO pidió que la casa fuera reconstruida, ya que formaba parte del patrimonio histórico de Puebla, ciudad reconocida por esta instancia internacional como Patrimonio de la Humanidad. Para dicha reconstrucción se otorgó un presupuesto aproximado de 15 millones de pesos mexicanos (cerca de 1 millón de dólares estadounidenses) erogados por la UNESCO, el gobierno federal y el ayuntamiento local.
A pesar de los esfuerzos, la reconstrucción no fue posible debido a que la casa originalmente estaba hecha con «muros limosneros», lo que implicaba colocar de manera exacta cada piedra y ladrillo en su lugar original. Por esta razón, sólo se realizaron nuevos muros, lo que significa que se realizó un "montaje escenográfico que emula lo que una vez" fue la Casa del Torno.